# Famille Rockox
La famille Rockox est une famille patricienne de la ville d'Anvers. Certains de ses membres ont été bourgmestres de cette ville aux XVIe siècle et XVIIe siècle.

## Origine
L'histoire de la famille Rockox peut être retracée depuis le milieu du XVe siècle : Nikolaas Rockox († 1467) tient alors une importante auberge, den Rooden Scilt (« L'écu rouge »), située sur l'Oude Koornmarkt (d), non loin de la Grand-Place d'Anvers. À l'époque, certains aubergistes cumulent leurs tâches hôtelières avec des fonctions de mandataire voire de banquier pour les marchands étrangers, ce qui explique la richesse de la famille Rockox.

## Personnalités

### Adriaan Rockox (1460-1540)

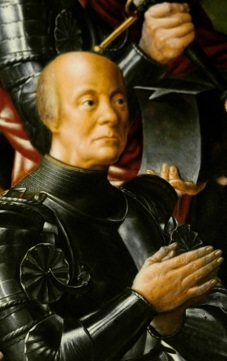
(1460-1540), représenté sur le triptyque de Jugement dernier (huile sur panneau, vers 1538, église Saint-Jacques d'Anvers).

Adriaan ou Adriaen (Adrien en français) est le plus jeune fils de Nikolaas Rockox. Après la mort de ce dernier, le Rooden Scilt est repris par son fils aîné, Jan. En 1474, celui-ci cède deux maisons et verse une pension à son frère Adriaan et à ses sœurs.
Admis en tant que poorter au sein de la bourgeoisie d'Anvers en 1487, Adriaan a également accédé à la noblesse de robe. Selon Van Cuyck, c'est probablement après avoir obtenu un diplôme en droit (ouvrant la voie à une charge anoblissante) qu'Adriaan se serait élevé à ce rang. Ses armes se blasonnent ainsi : D'or à la fasce de gueules accompagnée de trois feuilles de nénuphar de sinople.
Le 1er février 1501, il épouse Catharina van Overhoff (1486-1549), une femme noble apparentée, du côté de son père, à la maison de Liedekerke (qui a compté plusieurs seigneurs de Bréda à la fin du XIIIe siècle) et, du côté de sa mère, à la puissante famille anversoise des Van Liere.
Ce mariage met Rockox en contact avec de puissants aristocrates. L'une de ses filles, Elizabeth, née en 1522, a ainsi pour parrain le roi Christian II de Danemark. Adriaan aurait même été nommé chambellan du comte de Flandre Charles de Habsbourg le 20 août 1515.
Les Rockox habitent une grande demeure patricienne, la maison de Schild van Frankrijk (« l'écu de France »), située dans la Keizerstraat (d), où ils acquièrent plusieurs autres propriétés. Ils en possèdent également dans la Blindestraat.
Très pieux, Adriaan et son épouse sont entrés dans le Tiers-Ordre franciscain le 14 juin 1514. Bienfaiteurs de leur église paroissiale, l'église Saint-Jacques, ils y obtiennent en 1515 une chapelle, consacrée à sainte Dymphna et aux saints Pierre et Paul. Dans la seconde moitié des années 1530, ils y font accrocher un grand triptyque du Jugement dernier, sur lequel le peintre Jan Sanders van Hemessen a représenté les donateurs et leurs treize enfants.

### Nikolaas Rockox l'Ancien (1514-1577)

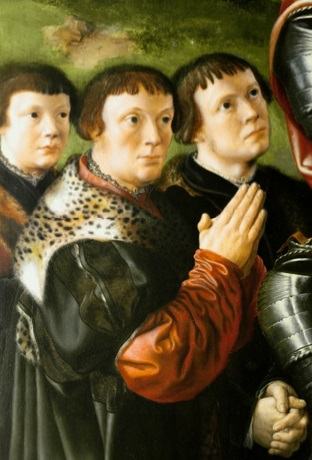
Autre détail du triptyque, montrant les trois fils d'Adriaan. De gauche à droite : (1525-1570), Jan Rockox (1510-1546) et (1514-1577).

Nikolaas, dit Claes, est le second fils d'Adriaan.
Licencié en droit, il a assumé différentes magistratures civiques et a été plusieurs fois bourgmestre intérieur (binnenburgermeester) d'Anvers entre 1555 et 1575. À ce titre, il a posé la deuxième pierre du nouvel hôtel de ville lors de la cérémonie du 27 février 1561. Il a été nommé chevalier en 1556.
Converti au protestantisme, qu'il abjurera à la fin de sa vie, il a été contraint de se réfugier à Rozendaal (ou Rosendael) après le sac d'Anvers.

### Nikolaas Rockox le Jeune (1560-1640)

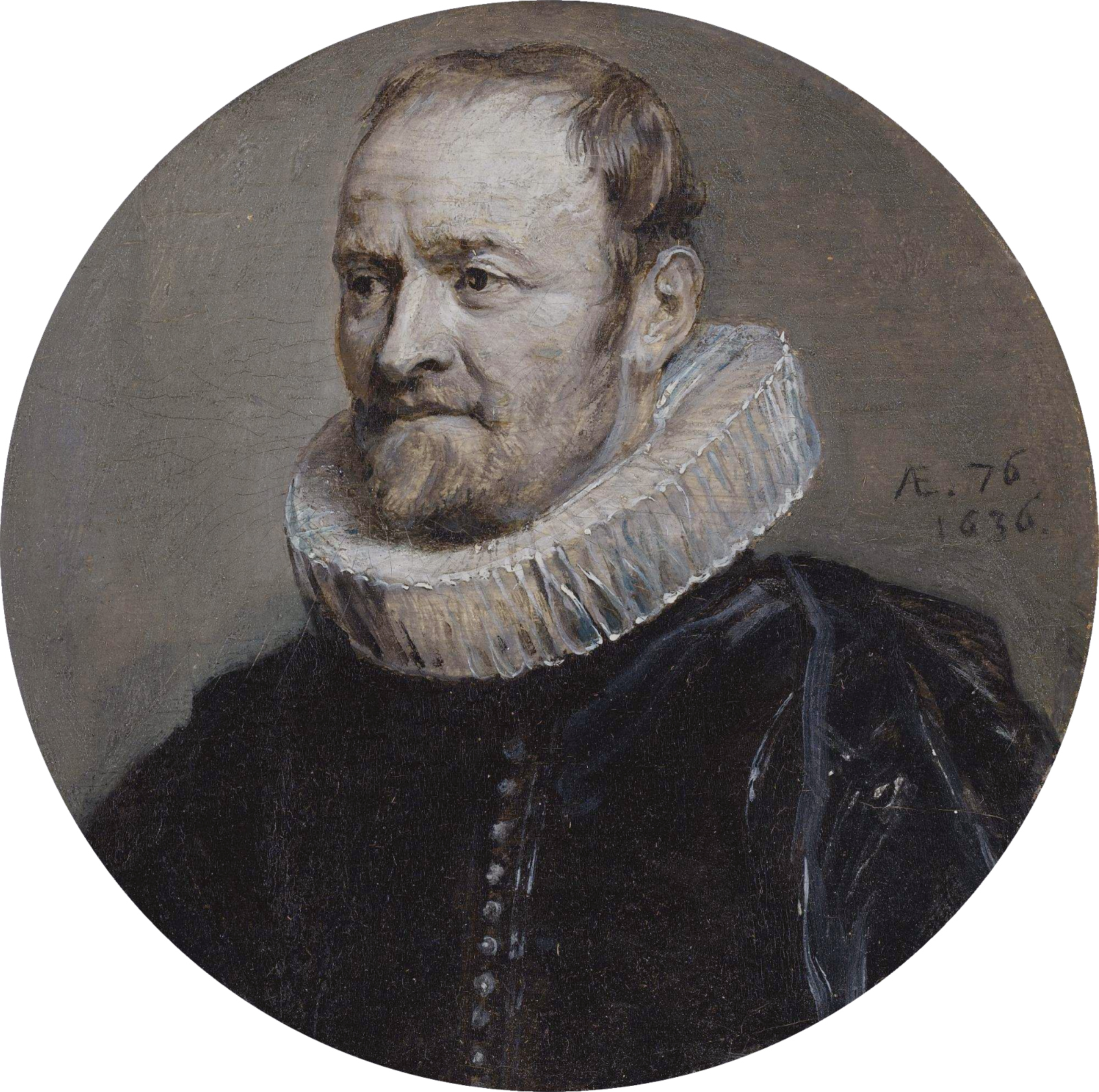
Nicolaas Rockox (1560-1640) par Antoine van Dyck (huile sur panneau, 1636, collection particulière).

Neveu du précédent, Nicolaas Rockox a été sept fois échevin à partir de 1591 et neuf fois bourgmestre extérieur (buitenburgermeester) d'Anvers entre 1603 et 1625.
Il est le membre le plus connu de la famille en tant que mécène et collectionneur d’œuvres d'art. Il était notamment l'ami de Rubens, qui a réalisé pour lui le triptyque de L'Incrédulité de saint Thomas entre 1613 et 1615.
Sa demeure anversoise, jointe à celle de son voisin le peintre Frans Snyders, forme aujourd'hui la Maison Snijders&Rockox, un musée d'art et d'histoire.
Il est mort sans enfant en 1640, mais son testament prévoyait que son neveu Adriaan van den Heetvelde puisse relever le nom et les armes de la famille Rockox. Cette volonté a été accomplie le 5 décembre 1641 mais les enfants d'Adriaan sont morts à leur tour sans descendance. Le nom des Rockox s'est par conséquent éteint avec le dernier d'entre eux, Nikolaas Rockox van den Heetvelde, en 1712.
En 1998, l'astéroïde (13294) Rockox a été nommé en hommage au mécène de Rubens.

## Filiation
- Jan Rockox, marié à une femme de la famille Wallenfels, dont :
  - Nikolaas († 1467), aubergiste, marié à Margaretha de Brueckere († 1474, ou avant), dont :
    - Jan, aubergiste ;
    - Margaretha († 1521), nonne au couvent de Spermaliehof (d) ;
    - Catharina, nonne ;
    - Elizabeth, mariée à Jacob van Cleysen ;
    - Barbara († 1499), nonne à Waelwijck ;
    - Adriaan Rockox (d) (1460-1540), marié en 1501 à Catharina van Overhoff (1486-1549), dont :
      - Barbara (1501-1576), mariée à Ferdinando Dassa, dont :
        - Jacob Dassa (d) (1543-1615), plusieurs fois bourgmestre d'Anvers entre 1596 et 1614.

      - Cecilia, dite Celye (1505-1541), mariée en 1537 à Joost van den Heetvelde († 1542), dont postérité ;
      - Magdalena (1506-1539), mariée à Philippe de Lannoy ;
      - Catharina, dite Lynken, mariée à Hendrik van Saghen ;
      - Anna (1510-1535), femme d'Antoon van Wissenkercke ;
      - Jan (1510-1546), qui a occupé différentes magistratures civiques de 1536 à sa mort ;
      - Nikolaas Rockox (d) (1514-1577) ;
      - Clara (1516-1559), mariée à Jan II van de Werve (en) (1522-1576) ;
      - Elizabeth ou Isabella, dite Beelken (1522-1582), mariée à Antoon van Liere ;
      - Adriaan Rockox (d) (1525-1570), qui a occupé différentes magistratures civiques, marié en 1559 à Isabella van Olmen (1544-1611), dont :
        - Nikolaas Rockox (1560-1640), marié en 1589 à Adriana Perez (d) (1568-1619), sans postérité ;
        - Adriaan († 1638), chanoine ;
        - Jan (1570-1619), qui a occupé différentes magistratures civiques, marié en 1606 à Catharina Scholiers, sans postérité.

      - Margaretha, dite Grietke († 1590), mariée en 1552 à Godfried Wasservas ;
      - Adriana, dite Adriaenke († 1568), mariée en 1543 à Lancelot d'Ursel (1499-1573), dont :
        - Barbara d'Ursel ;
        - Catharina d'Ursel, mariée à Gaspard Schetz (en) (1513-1580), dont :
          - Conrad Schetz (1553-1632) ;
          - Anthonie Schetz (1564-1641).